# 쓰텐카쿠
쓰텐카쿠(일본어: 通天閣)는 오사카부 오사카시 나니와구에 있는 신세카이 중심부에 있는 전망대이다. 국가가 지정한 유형문화재이며 관광명소로 알려져 있다.

## 설계 및 구조
- 본체: 철골 구조 (일부 철골 철근 콘크리트 구조)
  - 탑 높이: 지상 100m
  - 폭: 24m
  - 각간: 24m
- 전망대: 철골 철근 콘크리트
  - 높이: 4층 바닥까지 84m, 5층 바닥까지 87.5m
- 보조 기둥: 철골 철근 콘크리트
- 성능: 관동 대지진 규모의 지진, 풍속 70m의 강풍에도 견딜 수 있음.

## 개요
현재의 쓰텐카쿠는 두 번째로 지어진 것으로 1956년에 완성되었다. 쓰텐카쿠 관광주식회사(通天閣観光株式会社, Tsutenkaku Kanko Co., Ltd.)가 운영을 맡고 있다. 피뢰침을 포함한 높이는 103m이다. 설계자는 거의 같은 시기에 만들어진 나고야 TV 타워(名古屋テレビ塔), 도쿄 타워 등을 설계한 나이토 타츄(内藤多仲)이고, 시공은 오쿠무라구니(奥村組)가 맡았다.
'쓰텐카쿠'라는 이름은 '하늘에 통하는 높은 건물'이라는 의미로, 메이지 시대 초기의 유학자 후지사와 난가쿠(藤沢南岳)가 지은 것이다.
완성 다음해(1957년)부터 탑의 옆면에 히타치 제작소가 광고를 내고 있다. 히타치가 광고를 내게 된 것은 당시 현지의 대기업 전기회사 (마츠시타 전기, 산요 전기, 샤프 등)에 대항하여 오사카dp에 진출하려고 했던 히타치와 자금 조달을 위해 장기적으로 광고를 낼 대기업을 찾고 있던 쓰텐카쿠 관광주식회사의 이해가 일치했기 때문이다. 광고에 대한 효과로 오사카에서 히타치의 지명도가 높아져, 당시 마츠시타 전기 사장이었던 '마츠시타 코노스케(松下幸之助)'는 광고 요청을 거절했던 것에 대한 후회가 후에 도쿄 센소사에 기부를 하게 된 원인이라고 한다. 또한 예전에는 광고 상단에 히타치 사의 마크인 거북이가 붙어 있었지만, 2001년부터는 사용하지 않아 거북이가 없는 간판을 보고 위화감을 느낀 시민들도 많다고 한다. 히타치 그룹의 광고가 붙어 있기 때문인지 매일 정오에는 히타치의 CM송이 흘러나온다. 또한 서쪽 면에는 히타치의 광고가 아닌 오사카를 PR하는 광고가 붙어 있다.
지금의 쓰텐카쿠로 개축된 1956년에는 연간 입장객 수가 155만 명을 넘었지만, 스모그와 같은 환경 오염 등의 원인과 질서 등의 문제로 1975년에는 약 20만 명 정도로 급격히 감소하였다. 그러다가 쓰텐카쿠를 무대로 한 TV 프로그램과 일본 음식 구시카쓰(串カツ) 등이 인기를 얻게 되어 2006년에 90만 명, 2007년에 100만 명을 넘어섰다.

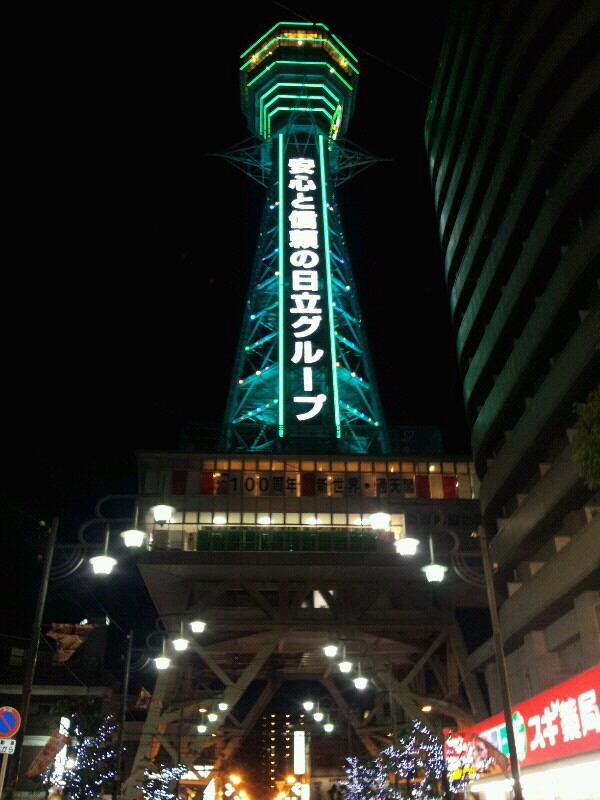
쓰텐카쿠